# Szociálforradalmár Párt
Az 1902-ben alakult oroszországi Szociálforradalmár Párt tagjai voltak az eszerek. Nevük az orosz szocialrevolucionyer (jelentése: szociálforradalmár) rövidítéséből származik. Az eszerek magukat a narodnyikok örökösének tekintették, számos képviselőjük az egyéni terror módszerét is alkalmazta. A narodnyik hagyományokból kiindulva forradalmi osztálynak – ellentétben a mensevikekkel és a bolsevikokkal – a parasztságot tekintették. Céljaik között szerepelt a demokratikus köztársaság létrehozása és a parasztság földhöz juttatása. 1917-ben, a februári forradalom győzelme után az Ideiglenes Kormány tagjai lettek. A bolsevik hatalomátvételt követő választásokat az eszer párt nyerte, megelőzve a bolsevikokat. Az 1918 januárjában összeült eszer többségű Alkotmányozó Gyűlés nem fogadta el a bolsevik hatalmat, ezért egy napos tanácskozás után a gyűlést feloszlatták, és erre a sorsra jutott az eszerek pártja is. A polgárháborúban az eszerek többsége a fehéreket támogatta.